# Єжи Курилович
Є́жи Курило́вич  (пол. Jerzy Kuryłowicz; 14 серпня 1895, Станіслав, нині Івано-Франківськ — 28 січня 1978, Краків) — польський лінгвіст, один з найвідоміших лігвістів ХХ століття. Професор Львівського університету (1926-1946), а також Вроцлавського та Краківського університетів. 

## Життєпис
Навчався спочатку у Львові, потім — у Відні.
На місцевих виборах у травні 1939 р. був обраний радником Львівської міської ради від Християнського національного списку. 
Працював у Польщі, СРСР, Німеччині. Член Польської академії наук і письменностей з 1931 року, Польської Академії Наук — з 1952 рр. Йому належать праці про індоєвропейські мови, семітські мови, теорію граматики, загальні проблеми мовознавства.
Помер у Кракові.